# Panurgopsis magnifica
Panurgopsis magnifica är en tvåvingeart som först beskrevs av Mario Bezzi 1926.  Panurgopsis magnifica ingår i släktet Panurgopsis och familjen lövflugor. Inga underarter finns listade i Catalogue of Life.